# Entomacrodus decussatus
Entomacrodus decussatus és una espècie de peix de la família dels blènnids i de l'ordre dels perciformes.

## Morfologia
- Els mascles poden assolir 19 cm de longitud total.[4][5]

## Reproducció
És ovípar.

## Hàbitat
És un peix marí de clima tropical i associat als esculls de corall.

## Distribució geogràfica
Es troba des de Tailàndia fins a les Illes de la Societat, les Ryukyu, Nova Caledònia i Tonga.